# Colubraria swifti
Colubraria swifti är en snäckart som först beskrevs av Tryon 1881.  Colubraria swifti ingår i släktet Colubraria och familjen valthornssnäckor. Inga underarter finns listade i Catalogue of Life.